# Carl Proske

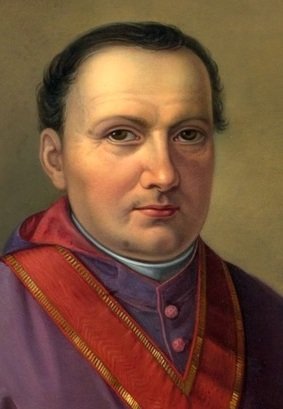
Carl Proske

Carl Proske, född den 11 februari 1794 i Gröbnig vid Leobschütz, Oberschlesien, död den 20 december 1861 i Regensburg, var en  tysk musiker.
Proske var praktiserande läkare, men föranleddes av en omvändelseupplevelse att inträda i prästeståndet samt blev 1831 kanonikus och kapellmästare vid domkyrkan i Regensburg, där han inövade en skicklig domkyrkokör i och för utförandet av 1500- och 1600-talens mästerverk inom kyrkomusiken, varav han även i Italien samlat ett betydande antal. Proske ombesörjde (1850) utgivandet av Palestrinas "Missa papae Marcelli" i tre olika former, det sexstämmiga originalet, det fyrstämmiga, av Anerio arrangerade och det dubbelköriga (åttastämmiga) av Soriano. 
År 1853 började han utge sitt stora samlingsverk Musica divina i 4 delar: mässor; motetter; psalmer, magnifikat, hymner och antifoner; samt vespersånger (passioner, lamentationer, responsorier, litanior med mera, i fjärde bandet, vilket efter Proskes död utgavs av Wesselak, 1863). I denna samling representeras Palestrina, Vittoria, Lasso, Gabrieli, Anerio, Gallus, Viadana, Marenzio, Hassler, Lotti med flera. 
Efter Proskes död fortsattes "Musica divina" med en ny serie i 4 band, utgivna av Schrems och Haberl. En samling mässor utgav Proske (1855–59) under titeln Selectus novus missarum, likaledes upptagande berömda äldre mästares verk. Proske gäller som reformator av den katolska kyrkomusiken, och från hans tid tog Regensburg ledningen på detta område.